# Oh, by the Way
Oh, by the Way – specjalne wydanie zawierające wszystkie studyjne albumy Pink Floyd w opakowaniu tzw. miniwinyl. Oprócz albumów, w zestawie znajduje się specjalny plakat, autorstwa Storma Thorgersona, upamiętniający 40 rocznicę wydania The Piper at the Gates of Dawn oraz 40 innych obrazków.

## Albumy zawarte na"Oh, by the Way"
W skład wydawnictwa wchodzą następujące albumy:
- The Piper at the Gates of Dawn
- A Saucerful of Secrets
- More
- Ummagumma (2 płyty – studyjna i koncertowa)
- Atom Heart Mother
- Meddle
- Obscured by Clouds
- Dark Side of the Moon
- Wish You Were Here
- Animals
- The Wall (2 płyty)
- The Final Cut
- A Momentary Lapse of Reason
- The Division Bell

## Skład
Twórcami są:
- David Gilmour – wokal, gitary, gitara basowa, syntezatory, mirliton, teksty
- Roger Waters – gitara basowa, wokal, gitary, syntezatory, tuba, teksty
- Richard Wright – instrumenty klawiszowe, organy, pianino, syntezatory, puzon, klawinet, wokal, teksty
- Nick Mason – perkusja, wokal, wokalizacje w "One of These Days" i "Corporal Clegg"
- Syd Barrett – gitary, wokal, teksty